# Корнин (селище)
Ко́рнин — селище в Україні, центр Корнинської селищної територіальної громади Житомирського району Житомирської області. Утворене 1550 року. Населення — 2283 особи (станом на 01.01.2014 р.).

## Історія селища

### Давні часи
На території сучасного Корнина виявлено скарб римських монет ІІ ст. н. е. та давньоруский курганний могильник.
В басейні річки Ірпінь, ще за князів Київської Русі, з'явились перші поселення, але, після монгольської навали вони зникли повністю, тим більше, що через поріччя Ірпені, ймовірно, пролягала дорога хана Батия.

### Литовська доба
Через майже століття спустошення, за Великого князівства Литовського, над Ірпенем відродилися людські поселення. Корнина тоді ще не існувало. Навпроти місця, де він розташувався пізніше, на протилежному березі річки, розкинулося село Білки, назване так, ймовірно, від білої глини і пісків, які були на узбережжі. Воно було надано князем Олельком Володимировичем у власність Михайлові Половцеві Рожиновському зі Сквири (Рожиновські — князівська родина, нащадки половецького хана Тугоркана), та було приєднане до інших широких маєтностей Рожиновських, до яких входили Триліси, Фастів, так звана Половеччина та Сквира, які охопили великий простір між річками Ірпінь, Унава, Кам'янка, Роставиця та Рось.
Але, на межі з вищевказаними Білками, теж на правому березі річки Ірпінь, розташувались ще одні Білки (по-іншому називалися Мохнач — теперішнє село Мохначка), які, разом з селами Веприком та Островом на Ірпені (ймовірно — село Чорногородка), князь Олелько Володимирович надав своєму слузі Олехну Юхновичу. Маєтності останнього над Ірпенем, Здвижем, Тетеревом і Росавою, як посаг на весіллі його дочки Оришки, переходять у володіння сім'ї Проскур-Сущанських.
В 1483 році Київ зазнав жорстокої кримсько-татарської навали, яка надовго спустошила землі Західної Наддніпрянщини. Лише з плином часу, орієнтовно на початку XVI століття, переселенці з Полісся почали знову освоювати обидва береги Ірпені, і на протилежному березі від знищених Білок осіло одразу кілька сімей, які дали початок поселенню, яке називається «Корнин». Тоді польським королем Сигізмундом І Корнин було надано за вислугу Гриньку Внучкевичу. Пізніше Корнин перейшов його дочці, котра вийшла заміж за Івана Єльця.
Перша писемна згадка про Корнин належить до 1550 року. В той час це був укріплений пункт — замок Великого князівства Литовського. Після Люблінської унії 1569 року Корнин увійшов до складу Речі Посполитої.

### Польська доба
Незабаром Корнин потрапляє до власності Богдана Проскури, який оволодів Мохначем шляхом купівлі або успадкування. Проскури, давно отримавши від Юхновичів значні маєтки над Ірпенем і Росавою, однак, протягом тривалого часу, не залишали свого родового гнізда Сущан в Овруччині (тепер — село Сущани Олевського району на Житомирщині), захованого в лісах та безпечного. Звідси і їхня друга назва Сущанські. Лише Богдан Проскура першим з родини нарешті наважився жити в цьому районі і в Корнині заклав свій новий будинок.
1618 року Корнин згадується у свідченні генерального возного Київського, Волинського і Брацлавського воєводств Миколая Вольського про вручення ним позову головного Люблінського трибуналу Федору і Юрію Проскурам-Сущанським щодо повернення ними втікачів з інших маєтків Київського воєводства.
В 1648 році Козацько-польська війна налякала і вигнала з маєтностей шляхту, і Корнин надовго перестав бути місцем проживання його спадкоємців. Замок, побудований Проскурами, служив притулком для місцевого населення під час небезпеки. Вали того замку були помітні ще в XIX ст. У часи існування гетьманської держави Богдана Хмельницького Корнин належав до Паволоцького полку.
Під час повстання Семена Палія з 1686 по 1704 рр. Корнин належав до контрольованої ним території.
В 1717 р. Проскури повернулися до Корнина. В області їхніх корнинських маєтностей постало кілька нових сіл, таких як Білки (сьогоднішні), Раківка, Личе (обидва входять до сучасного Корнина) і Сущанка (назване на згадку про родове помістя Сущани Овруцькі).
У Корнині зростало населення, і село згодом стало містечком. 1741 року в Корнині налічувалось 60 дворів, а жителів — понад триста осіб.
У своєму замку Проскури тримали надвірну міліцію, яка захищала їх від народних невдоволень і гайдамацьких рейдів. Під час Коліївщини в 1768 р. гайдамацькі ватаги з'явилися в Корнині під командуванням ватажка Івана Бондаренка. Згодом ватажка повстанців по-зрадницьки захопив керівник корнинських надвірних козаків Данило Щербина. За вірну службу Речі Посполитій корнинський дідич Проскура, як нагороду за цю послугу, виклопотав для Щербини на Сеймі шляхетські права.
Останнім дідичем Корнина з дому Проскур був Каєтан ( (пол.)Kajetan). Він був депутатом Сейму в 1788 році, на якому відбулася нобілітація Щербини. У 1794 році він був засланий у вигнання. Після цього Корнин перейшов у володіння інших: ним володіють у 1817–1839 рр. Каніцький ( (пол.)Kanicey), потім у 1839–1859 рр. Йосипу Крушинському ( (пол.)Kruszyńscy) та його сину Людвику, з 1859 р. генерал Карл Богданович Вейс ( (пол.)Weiss). За викупним договором 1862 року селяни купили у власність 870 десятин землі за 36 624 рублі.

### Корнин під владоюРосійської імперії
Після входження Корнина до складу Російської імперії в 1797 році Корнин стає волосним центром Сквирського повіту Київської губернії. В ньому проживало 936 чоловік.

Церква в містечку Корнин на поч. ХХ ст.

У селі височіла Воскресенська церква, збудована ще в часи козаччини наприкінці XVII століття. Але 1802 року вона згоріла і мешканці Корнина ходили до церкви в с. Білки. Нова церква була збудована в 1839 році на місці давньої.
1816 р. у селі налічувалось 1 003 жителя. В Корнині діяла винокурня, власником якої був поміщик Одинець.
1817 року Корнин перейшов по родинній лінії Г. С. Каніцькому. Новий власник мав винокурний завод і заключив 1836 р. контракт з Київською конторою питних зборів на поставку вина власного виробництва. 1833 р. Корнин одержав статус містечка.
1846 року Г. С. Каніцький продав Корнинський маєток І. Г. Крушинському. Після смерті останнього містечко перейшло у власність його сину Людвику Крушинському. Але до його повноліття маєток було взято під опіку (до 1854 р.).

Водяний млин. Корнин. 1898 рік

1859 р. Людвик Крушинський продав Корнин відставному генерал-лейтенанту Карлу Богдановичу Вейсу. 1860 року він збудував цукроварню і уклав контракт на його орендне утримання надвірним радником А. Протасьєвим. Невдовзі за участь у повстанні 1861 року у К. Б. Вейса було конфісковано Корнинський маєток. 1862 р. за викупним договором селяни при кредитній допомозі держави придбали загалом 870 десятин землі за 36 624 рублі. За кілька років потому генералу К. Б. Вейсу було повернуто Корнин. У той час в містечку діяли цукроварня, пивоварня (1864), шкіряний (з 1845 р.), два цегельних заводи (перший — з 1845 р.), 4 вітряних млини (1864), дві крамниці. Був і крохмальний завод, але 3 вересня 1865 року згорів.
1866 р. Корнин став волосним центром. Тоді у містечку проживало 1 112 осіб.
В Корнині на 1883 р. налічувалося мешканців обох статей 1 140: православних 1 112, католиків 16, євреїв 12. Була каплиця католицька парафії с. Дідівщини. Значна частина населення відносилася до шляхти. Діяли 4 водяних млини, цукроварня з 1866 року (в селищі біля неї налічувалося 8 дворів, 252 мешканці), гуральня, шкіряна фабрика і три цегельних заводи. На рік відбувалося 4 ярмарки. Землі 3058 десятин.
Власником цукрозаводу був О. М. Сетгофер, а директором — Г. І. Дюннебир, його помічником — Ф. І. Цейнар, механіком — М. М. Підвисоцький, хіміком — В. Г. Грушко. На заводі працювало 500 робітників. За добу вони виробляли 240 пудів цукру, 60 пудів патоки.

### ХХ століття
1900 року у Корнині була відкрита церковно-парафіяльна школа, а через кілька років — і земська школа, збудована на кошти місцевого поміщика Таранова. Проживало в цьому році 1819 чоловік.
У 1902 році в Корнині налічувалося 426 дворів та 1 965 мешканців.
Корнинська волость включала в себе 9 населених пунктів (1 містечко, 5 сіл, 3 малих села), 10 539 мешканців (205 католиків, 464 євреїв), і 22 147 десятин (з них 12 033 належали до великих землеволодінь, 9 864 — волосні землі і 250 — церковні землі).
1912 року Корнинський цукрозавод було реорганізовано в акціонерне товариство. На початку 1900-х років волосним старшиною у Корнині був Т. Лазарчук, а волосним писарем — В. Чмерковський. У містечку регулярно відбувалися ярмарки: по четвергам через кожні два тижні. Працювала земська лікарня, у якій надавали медичну допомогу два фельдшери.
Зі встановленням радянської влади почалися корінні перетворення. Націоналізовано цукровий завод, який відновив роботу 1921 року; при ньому з 1922 року почав діяти бурякорадгосп. Земську школу реорганізовано в 4-річну українську трудову школу, у якій засновано гурток безбожників, гурток друзів книги. Невдовзі розпочинається колективізація. Спочатку 1928 року було створено сільськогосподарську артіль «Бджілка», а 1930 року на її основі організовано два колгоспи. Тоді ж створено було Корнинську МТС, яка надавала техніку багатьом навколишнім колгоспам. Корнин з 1923 року стає районним центром. 1924 року до складу Корнинського району було приєднано Ходорківський район. 1937 р. у Корнині почав діяти гранітний кар'єр. 1938 р. Корнин одержав статус селища міського типу.
Велике значення для подальшого розвитку Корнина та району мало спорудження залізничної лінії Фастів — Житомир, рух по якій відкрито в 1937 році. Вона пройшла на відстані 6 км від Корнина.
Станом на 1938 рік у селищі працювали середня та семирічна школи, районний будинок культури з залом на 450 місць, дві бібліотеки.
У роки Німецько-радянської війни 1941–1943 рр. війни 256 мешканців Корнина загинули, захищаючи Батьківщину. 348 корнинців були нагороджені орденами і медалями за виявлений героїзм у боротьбі з німцями.

Храм Архістратига Божого Михаїла у смт. Корнин. 2011 рік

25 грудня 1943 року в ході Житомирсько-Бердичівської наступальної операції, військами 1-го Українського фронту, а саме, 1-ї гвардійської (командувач — генерал-полковник А. А. Гречко), 38-ї (командувач генерал-полковник К. С. Москаленко), 40-ї (командувач генерал-лейтенант П. Ф. Жмаченко) та 1-ї танкової (командувач генерал-лейтенант М. Ю. Катуков) армій, було відбито Корнин у німців.
Після вигнання німецьких військ відбувається поступова відбудова економіки. Реконструюється цукрозавод, зростає його потужність. Великим промисловим підприємством стає Корнинський гранітний кар'єр. Його продукція йде на будови багатьох міст СРСР. Споруджено універмаг, будинок культури, аптеку, гуртожиток, відділення районного об'єднання «Сільгосптехніка». На р. Ірпінь створено водосховище. Відновлено роботу Корнинської дільничої лікарні, відкрито районну протитуберкульозну лікарню. Відкрито школу-інтернат для розумово відсталих дітей, філію Попільнянської музичної школи.

### Українська доба
6 січня 2015 року у селищі демонтували пам'ятник Леніну.

## Населення
Згідно з даними історичних джерел (позн. *), переписів (позн. **) та оцінками чисельності мешканців, населення Корнина в різні роки становило:
| 1741* | 1797* | 1816* | 1866* | 1883* | 1900* | 1902* | 1939** | 1959** | 1970** | 1979** | 1989** | 2001** |
| ----- | ----- | ----- | ----- | ----- | ----- | ----- | ------ | ------ | ------ | ------ | ------ | ------ |
| 300   | 936   | 1 003 | 1 112 | 1 140 | 1 819 | 1 965 | 4 123  | 4 733  | 3 927  | 3 831  | 2 930  | 2 708  |

| 2008  | 2009  | 2010  | 2011  | 2012  | 2013  | 2014  | 2015  | 2016  | 2017  | 2018  |
| ----- | ----- | ----- | ----- | ----- | ----- | ----- | ----- | ----- | ----- | ----- |
| 2 534 | 2 500 | 2 430 | 2 407 | 2 371 | 2 339 | 2 283 | 2 256 | 2 180 | 2 107 | 2 108 |

За даними перепису населення СРСР 1939 року чисельність населення становила 4 123 осби, з них українців — 3 878, росіян — 103, німців — 7, євреїв — 46, поляків — 63, інших — 26.

### Мова
Розподіл населення за рідною мовою за даними перепису 2001 року:
| Мова            | Кількість | Відсоток |
| --------------- | --------- | -------- |
| українська      | 2609      | 96.34%   |
| російська       | 81        | 2.99%    |
| румунська       | 9         | 0.33%    |
| білоруська      | 6         | 0.22%    |
| вірменська      | 1         | 0.04%    |
| інші/не вказали | 2         | 0.08%    |
| Усього          | 2708      | 100%     |

## Персоналії

### Народилися
- Бойко Анатолій Леонідович — український учений-вірусолог, еколог, біотехнолог. Доктор біологічних наук, професор. Академік НААНУ. Академік АН ВШ України з 1995 р.
- Гутовський Володимир Олексійович — український кінооператор. Заслужений діяч мистецтв України.
- Дідківський Володимир Олександрович — директор приватної агрофірми «Єрчики», Герой України.
- Долінський Анатолій Андрійович (нар. 21 липня 1931) — вчений у галузі теплоенергетики, тепломасообміну і теплотехнологій, академік Національної академії наук України (1988), заслужений діяч науки і техніки України (1991), тричі лауреат Державної премії України в галузі науки і техніки (1984, 1997, 2004). Закінчив Корнинську середню школу.
- Лесик Борис Васильович — вчений у галузі рослинництва, доктор сільськогосподарських наук, професор.
- Магомет Йосип Якович — український вчений-селекціонер.
- Мороз Анатолій (нар. 1949) — український художник та священник УПЦ КП.
- Мороз Григорій Федорович (1927—2003) — український художник декоративно-ужиткового мистецтва.
- Пахолюк Роман Васильович — український футболіст, нападник.
- Пилипенко Антон Петрович — радянський військовик.
- Савенець Андрій Миколайович (нар. 5 вересня 1977) — український поет, перекладач, літературознавець, доцент гуманітарно-економічної академії (м. Лодзь, Польща).
- Севрюк Олександр (1912 — 1974) — польський актор, режисер в багатьох театрах Польщі.
- Фількевич Микола Олександрович — український кіноінженер.

### Діяльність пов'язана з Корнином
- Долінський Анатолій Андрійович (нар. 21 липня 1931) — вчений у галузі теплоенергетики, тепломасообміну і теплотехнологій, організатор науки, академік Національної академії наук України. Закінчив Корнинську середню школу.
- Вейс Карл Богданович — російський військовик, генерал-лейтенант Російської імператорської армії. Власник Корнина, засновник цукроварні.
- Москалець Костянтин Федорович (1906 — 9 серпня 1983) — український радянський і компартійний діяч, депутат Верховної Ради УРСР 3-5-го скликань. З 1922 року працював робітником механічного млина у Корнині.
- Проскура-Сущанський Каєтан (біля 1759 — 1835) — український шляхтич, останній дідич Корнина.
- Цюцик Петро Семенович (нар. 12 липня 1956) — український священик, митрофорний протоієрей Української Православної Церкви Київського Патріархату. Благочинний Попільнянського району Житомирської області, настоятель храму Воздвиження Чесного Хреста Господнього смт Корнин.
- Щербина Данило — український козак та шляхтич, керівник корнинських надвірних козаків, які захищали замок Проскур-Сущанських під час Коліївщини.